# British Invasion
 (novembre 2010).
Si vous disposez d'ouvrages ou d'articles de référence ou si vous connaissez des sites web de qualité traitant du thème abordé ici, merci de compléter l'article en donnant les références utiles à sa vérifiabilité et en les liant à la section « Notes et références ».
L'expression British Invasion est initialement utilisée dans les années 1960 par des journalistes américains pour commenter, dans leur langue, l'apparition de groupes musicaux britanniques dans le paysage médiatique américain suite à l'introduction des Beatles en 1964. Des chroniqueurs utilisent parfois en Europe cet anglicisme, auquel les francophones canadiens préfèrent généralement invasion britannique.

## Origine

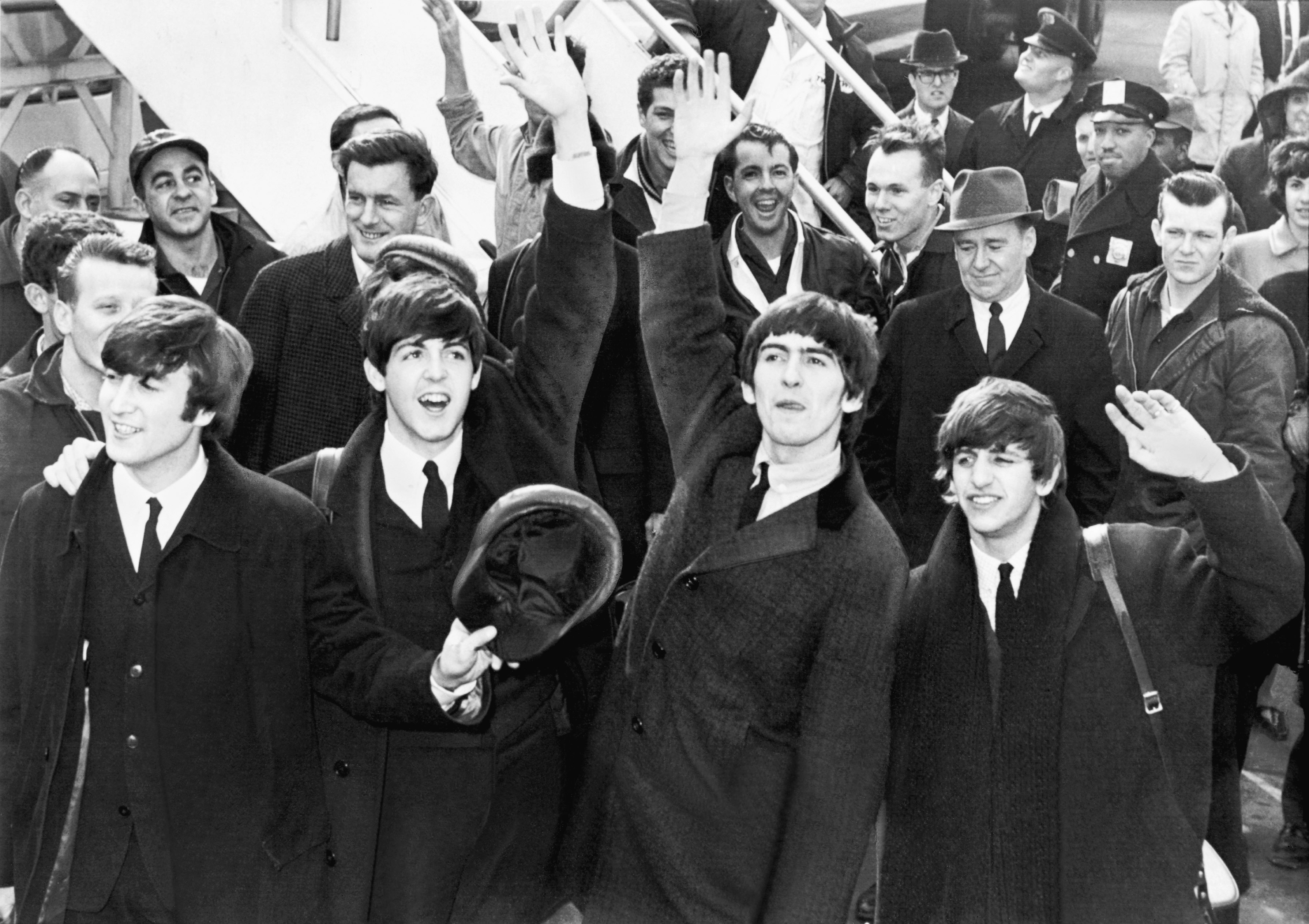
Arrivée des Beatles aux États-Unis avant leur apparition à l'émission The Ed Sullivan Show marque le début de la British Invasion.

En 1964, les Beatles avec I Want to Hold Your Hand se positionnent dans le haut des charts américains. Dès l'annonce d'une tournée des Beatles sur le sol américain, une folie s'empare de la jeunesse. La Beatlemania se propage et finalement les Beatles classent plusieurs de leurs titres dans le Top 10 américain. Ils réunissent lors de leur passage en direct à l'émission The Ed Sullivan Show, sur CBS, le 9 février 1964, plus de 70 millions de téléspectateurs. Un record qu'aucun Américain auparavant n'avait atteint (pas même Frank Sinatra ni Elvis Presley).
Autre record jamais égalé alors ni même depuis, lors de la semaine du 4 avril 1964, les Beatles parviennent à classer cinq de leurs chansons dans le top 5 du Billboard Hot 100 (le classement américain des ventes musicales) : Can’t Buy Me Love, Twist and Shout, She Loves You, I Want to Hold Your Hand et Please Please Me.
Le ton et l'image rebelles des musiciens américains de rock and roll et de blues sont devenus populaires auprès des jeunes britanniques à la fin des années 1950. Alors que les premières tentatives commerciales pour reproduire le rock and roll américain ont échoué en grande partie, l'engouement du skiffle inspiré par le jazz traditionnel, avec son attitude "do it yourself", a été le point de départ de plusieurs singles British Billboard.
Les jeunes groupes britanniques ont commencé à combiner différents styles britanniques et américains, dans différentes parties du Royaume-Uni, comme un mouvement à Liverpool en 1962 dans ce qui est devenu connu sous le nom de Merseybeat, d'où le «boom de battement».  Cette même année a comporté les trois premiers actes avec les racines britanniques pour atteindre le sommet de Hot 100,  y compris l'instrumental Telstar des Tornadoes, écrit et produit par Joe Meek, devenant le premier disque par un groupe britannique pour atteindre le numéro un sur Les Etats-Unis Hot 100. 
Certains observateurs ont noté que les adolescents américains étaient de plus en plus fatigués de singles orientés pop comme Fabian. Les Mods et les Rockers, deux «bandes» de jeunes au milieu des années 1960 en Grande-Bretagne, ont également eu un impact dans la musique d'Invasion britannique. Les groupes avec une esthétique Mod sont devenues les plus populaires, mais les groupes capables d'équilibrer les deux (par exemple, les Beatles) ont également été couronnées de succès [15].

## L'invasion anglaise
Le marché américain était considéré avant l'arrivée des Beatles comme l'un des plus porteurs, mais également l'un des plus dangereux, presque inaccessible. Même les très populaires Comedian harmonists avaient renoncé à ce projet après une tournée sur place, et la carrière de plusieurs gloires anglaises s’est parfois terminée là bas. Avec ce succès sans précédent, les Beatles ont ouvert la voie à la possibilité de réussir. 
Courant 1965, les Rolling Stones, les Who, les Animals, les Kinks, les Zombies ou bien encore les Herman's Hermits, le Dave Clark Five, Dead Sea Fruit, les Hollies ou Queen et Led Zeppelin plus tard dans les années 1970 ont pu sortir du restrictif marché européen et développer une stratégie pour se vendre aux États-Unis. Alors que ces groupes étaient confinés dans un certain amateurisme en Europe, les Américains organisent des concerts dans des stades, des clubs aux dimensions gigantesques. Tout doit être corrigé, revu. Les amplis, les compositions, les moyens de promotion...

## La réponse américaine
Aux États-Unis, avant l'arrivée des Beatles, seuls les Beach Boys pouvaient prétendre avoir la « mainmise » sur les charts. Leur Surf music sonnait bon l'insouciance, la Californie, le soleil. Ces Anglais vont apporter autre chose. Les Rolling Stones en particulier vont donner à la musique une image rebelle, presque sale. 
C'est alors que les producteurs américains, appuyés par des journalistes critiques, vont chercher la « réponse » à la British Invasion. Si les Beach Boys évoluent et vendent beaucoup, les journalistes vont bientôt voir à travers les Byrds un sérieux concurrent aux Anglais. Malgré cela, les groupes anglais continuent d'inonder les disquaires, de passer en boucle dans les émissions TV (Ed Sullivan Show, Hullabaloo…) et de régner sans partage sur les classements musicaux. 
Ce n'est qu'en 1966 qu'une réponse en forme de pastiche apparait sur les ondes : The Monkees. Ce groupe, pourtant préfabriqué, va en effet davantage occuper les charts entre 1966 et 1967 que n'importe quel autre groupe anglais.

## Les difficultés du marché aux États-Unis
C'est tout d'abord un marché très réglementé, imposant de nombreuses contraintes à ces groupes venu concurrencer les formations américaines. Les groupes doivent ainsi laisser entièrement la commercialisation de leurs disques aux sociétés américaines. Ces sociétés, comme Capitol Records, vont ainsi disséquer, modifier l'ordre des pistes et les pochettes , provoquant ainsi une certaine confusion entre les discographies américaines et anglaises. Des œuvres abouties, avec des pochettes étudiées, des titres aux enchaînements travaillés vont ainsi être, selon certains[Qui ?], « massacrés », pour répondre aux exigences et aux goûts du public américain. Les premiers albums des Beatles ou des Rolling Stones peuvent en témoigner. 
L'image des groupes doit aussi parfois être repensée. Un groupe comme les Beatles semblait « coller » au mœurs américaines malgré son humour « so british » qui déstabilisa quelque peu au début le public américain, mais un groupe comme les Kinks — qui se montraient féroces dans leurs compositions, pouvant se battre sur scène ou arriver éméchés — finit même par être interdit de concert sur le sol américain par l'American Federation of Musicians. D'autres groupes vont au contraire jouer le jeu, au point d'avoir une renommée plus grande aux États-Unis que dans leur propre pays. C'est le cas du Dave Clark Five voire des Herman's Hermits.

## La fin de la British Invasion
On considère que courant 1967, des groupes tels que The Who ou Cream vont faire partie de la seconde et dernière vague de la British Invasion. Mais en fait le phénomène n'est plus le même. 
Il faut remonter en 1966 pour voir plusieurs critiques musicales américains, qui, tout en saluant l'arrivée de ces groupes anglais, vont voir d'un mauvais œil cette « invasion » et même écrire de véritables pamphlets contre cette mouvance. Une ancienne interview où John Lennon déclarait en substance « les Beatles plus populaires que le Christ » va être exhumée, instrumentalisée (alors que complètement passée inaperçue au début), et entraîner une déferlante de protestation contre les Beatles puis les groupes anglais en général.

## Conséquences
Les groupes anglais ont profité de l'ampleur du marché américain en audience comme en budgets. Pour ces groupes bien souvent influencés à l'origine par les bluesmen américains, ce fut une sorte de retour aux sources. 
La British Invasion a surtout été l'occasion d'échanges musicaux entre les groupes. Les Byrds et les Beatles vont souvent se rencontrer, de même que les Beach Boys et les Beatles se livrent entre eux à une pacifique émulation. Les Doors joueront un temps avec Them.
Depuis 2004, des groupes britanniques comme Franz Ferdinand, Muse, Arctic Monkeys ou bien encore Bloc Party sont considérés comme une nouvelle British Invasion après la seconde des années 1980 (en). Ces groupes sont relayés par une nouvelle génération de chanteuses comme Amy Winehouse, Adele ou encore Duffy, considérées elles aussi comme des participantes à la troisième British Invasion.